# V509 Cassiopeiae
V509 Cassiopeiae (V509 Cas, HR 8752) – gwiazda w konstelacji Kasjopei. Jest to żółty hiperolbrzym o kolorze widma żółto-białym i wielkości gwiazdowej równej +5,13m, położony w odległości 7800 lat świetlnych od Ziemi. Należy do typu gwiazd zmiennych półregularnych.